# Murau (district)
Het district Murau (Bezirk Murau) is een district in de Oostenrijkse deelstaat Stiermarken. Het district telde in 2020 ruim 27.000 inwoners en bestaat uit 14 gemeenten, waarvan twee steden en vijf marktgemeinden.

## Gemeenten
Het aantal gemeenten in het district werd per 1 januari 2015 teruggebracht van 33 tot 14:
- Krakau
- Mühlen
- Murau
- Neumarkt in der Steiermark
- Niederwölz
- Oberwölz
- Ranten
- Sankt Georgen am Kreischberg
- Sankt Lambrecht
- Sankt Peter am Kammersberg
- Scheifling
- Schöder
- Stadl-Predlitz
- Teufenbach-Katsch

Murau en Oberwölz hebben de status van stadtgemeinde, Mühlen, Neumarkt in der Steiermark, Sankt Lambrecht, Sankt Peter am Kammersberg en Schleifing die van marktgemeinde.